# Armă (specialitate)
Armă este o denumirea generică tradițională pentru o componentă a unei armate, specializată și dotată pentru un anumit tip de luptă, sau pentru un serviciu militar specializat în acest sens.
În România, armele tradiționale sunt Forțele Terestre Române, Forțele Aeriene Române (aviația militară) și Forțele Navale Române (marina militară). La rândul lor, Forțele Terestre cuprind mai multe arme: infanterie, artilerie, tancuri, geniu etc.